# Eichelberg (Östringen)
Eichelberg ist ein Stadtteil von Östringen im Landkreis Karlsruhe in Baden-Württemberg. Die historisch bedeutsame Weinbaugemeinde feierte im Jahr 2015 ihre erste urkundliche Erwähnung 850 Jahre zuvor. Über lange Zeit bestand eine enge politische wie religiöse Verbundenheit zum Kloster Odenheim. Für Bahnhistoriker interessant ist das denkmalgeschützte Viadukt sowie die wechselvolle Geschichte der Katzbachbahn, die Eichelberg über 60 Jahre mit der Stadt Bruchsal verband. Sowohl landschaftlich als auch kulturell hat das kleine Kraichgaudorf viel zu bieten.

## Geschichte

Markgrafschaft Baden und deren territoriale Zugewinne 1803 bis 1819

Eichelberg (einst: Aygelberg, Eichilberg) wird 1161 als Haufendorf erstmals im Besitz des Benediktinerklosters Odenheim (ab 1494 Ritterstift Odenheim, ab 1671 Stifterhof Odenheim) urkundlich erwähnt. Wie spätere Ausgrabungen eines Römerkastells belegen, war die Ortslage schon sehr früh besiedelt. In Abstimmung mit Friedrich II. (HRR) erfolgt 1225 durch das Kloster sozusagen die Gründung des Weinorts Eichelberg mit der Verpachtung (Erbpacht) der dort bereits bestehenden Weinbergsflächen an zwölf unfreie Bauern. 1237 genehmigt der Kaiser noch weitere klösterliche Besitztümer in Waldangelloch (damals: Angelacha) und Zeutern (damals: Ciudrincheim). 1338 erwirbt der Bischof von Speyer, Gerhard von Ehrenberg aus dem Kraichgauer Ritterstand stammend, die Schirmvogtei über das Kloster sowie die Einnahmen aus der Vogtei Odenheim für das Hochstift Speyer. So gelangte die Weinbaugemeinde Eichelberg für lange Zeit in den herrschaftlichen Besitz des Hochstifts Speyer und von dessen Bischöfen. Man kann davon ausgehen, dass in diesem Zeitraum zahlreiche Fuder Wein in Richtung Speyer transportiert wurden.
Im Jahr 1525 beteiligen sich Eichelberger gemeinsam mit Bauern aus Tiefenbach und Odenheim am Aufstand gegen die Obrigkeit. Die aufgebrachten Bauern setzen dabei das Ritterstift Odenheim teilweise in Brand, um die dort gelagerten Zins- und Abgabenbücher zu vernichten. Auch 1551 entstehen zwischen Eichelberg und dem Ritterstift Odenheim erhebliche Konflikte, dieses Mal um die Nutzungsrechte der herrschaftlichen Waldflächen. Die bis zur körperlichen Gewalt eskalierenden Auseinandersetzungen gelangen bis vor das Reichskammergericht zu Speyer. Zentrale Streitpunkte sind erhöhte Abgaben für Bau- und Brennholz sowie für die Schweinemast auf den Waldflächen der Gemarkung Eichelberg. Der Prozess endet nach etwa zehnjähriger Dauer zu Ungunsten Eichelbergs. Gerichtsprotokolle und Urteilsbücher aus damaliger Zeit befinden sich heute im Karlsruher Generallandesarchiv (GLA).
Nach insgesamt 463 Jahren ändern sich die Eigentumsverhältnisse des Hochstifts Speyer grundlegend. Mit dem Frieden von Lunéville 1801/02 werden die linksrheinischen Ländereien des Hochstifts, nach vorheriger Eroberung durch französischen Revolutionstruppen, an Frankreich abgetreten. Die rechtsrheinischen Liegenschaften fallen mit dem Reichsdeputationshauptschluss von 1803 an die Markgrafschaft Baden, aus der 1806 das Großherzogtum Baden als souveräner Staat hervorgeht. Da in Baden die Leibeigenschaft durch Markgraf Karl Friedrich bereits 1783 aufgehoben wurde, werden die Eichelberger freie Bürger. Trotz der gewonnenen Freiheitsrechte nehmen Mangel und Not in der Gemeinde zu. In der Folgezeit gelangt Eichelberg zunächst unter die Verwaltungshoheit von Gochsheim sowie ab 1810 an das Bezirksamt Eppingen. Am 30. Dezember 1884 verliert man die Selbstständigkeit und wird aufgrund der schlechten Finanzlage bis 1841 der Verwaltung von Tiefenbach unterstellt. Die badische Regierung versucht die Notlage durch unterstützende wirtschaftliche Maßnahmen zu überwinden, was nur in geringem Maße gelingt.
Ab 1924 übernimmt das Bezirksamt Bruchsal die Zuständigkeit für den Weinort. Mit der Badischen Kreisreform 1936/37 wechselt nochmals die Verwaltungshoheit an den Landkreis Sinsheim; und am 1. Januar 1972 erfolgt letztlich die Eingemeindung nach Östringen, zu dem der Ort bis heute gehört. Vor der Eingemeindung hatte die Gemeinde eine Einwohnerzahl von 567. Heute leben in Eichelberg 674 Einwohner (Stand: 30. September 2020) auf 673 ha. Nach wie vor wird auf der Gemarkung großflächig Weinbau betrieben, vor allem in den Steillagen, dort wächst der bekannte „Kapellenberg Riesling“.

## Wappen

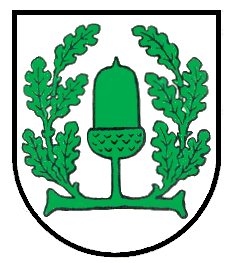
Wappen

Eichelbergs heutiges Wappen – eine Schöpfung des Generallandesarchiv (GLA) aus dem Jahr 1909 – ist ein in Silber geprägter, eine Eichel (Stieleiche) tragender grüner Eichenzweig.

## Geographie

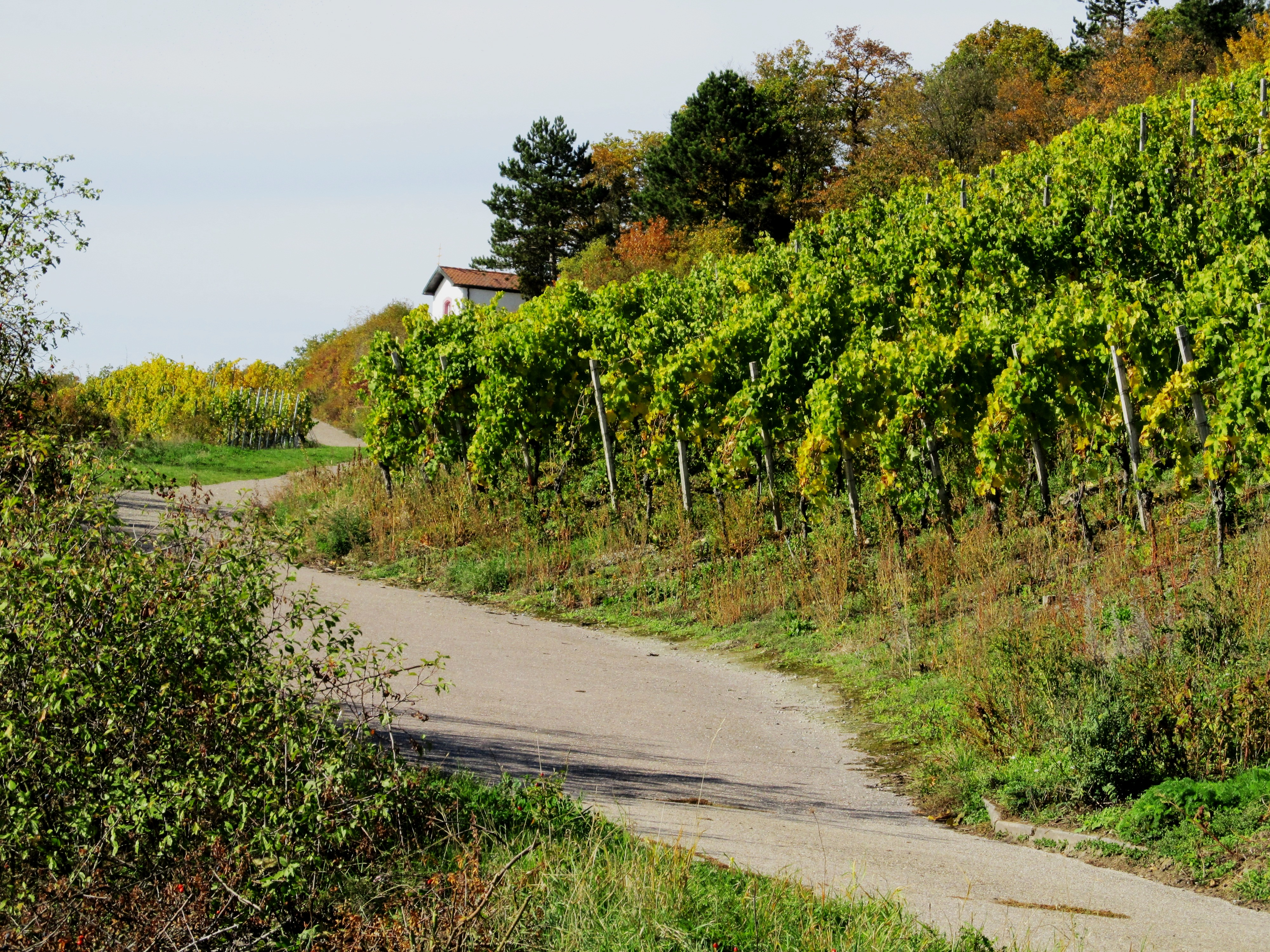
Weinbauflächen am Kapellenberg, im Hintergrund die Michaelskapelle

Etwa ein Drittel der hügeligen Gemarkungsfläche nehmen ausgedehnte Laubwälder ein. Als geologischer Untergrund steht hier vorwiegend Keupersandstein (Schilfsandstein) an. Darunter lagern Muschelkalk und Oberer Buntsandstein. Hanglagen sowie Täler der Landschaft sind mit eiszeitlichem, quartärem Löss bedeckt, ideale Bodenverhältnisse für den Weinbau. Wie prominent der Anbau von Reben auf der Gemarkung Eichelberg einst war, verdeutlicht die Topografische Karte für Flurneuordnung von 1878. Diese belegt ebenso die Existenz zweier mittlerweile stillgelegter Schilfsandsteinbrüche (Zinkenbusch und Bettelmannsküch) westlich im Bereich der Gewanne Vorderer Steinäcker und Schafbuckel/Großer Wald; beide Abbaugebiete sind heute noch im Gelände gut erkennbar. Der Steinbruch „Bettelmannsküch“, unweit des Stifterhofs, ist seit 2018 Bestandteil der Geopfade im Östringer Kraichgau.

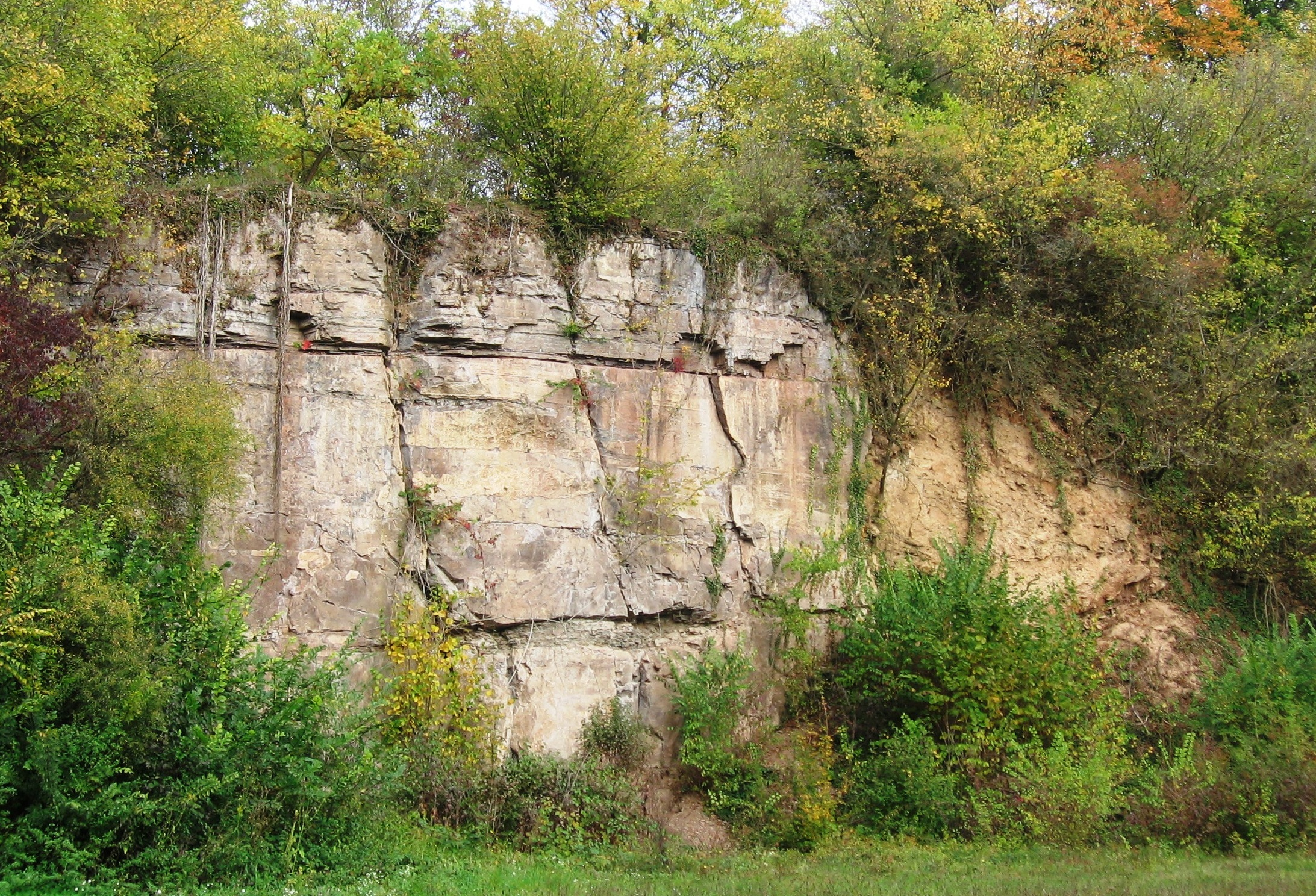
Ehemaliger Schilfsandsteinbruch „Bettelmannsküch“ am Stifterhof Odenheim, Abbruchkante mit Wollsackverwitterung

Tiefenbach, Odenheim sowie das an Eichelberg angrenzende Katzbachtal werden vom namengebenden Katzbach durchflossen, der bei Stettfeld in den Kraichbach mündet. In der Ortsmitte von Eichelberg, unterhalb des Rathausgebäudes entsprang früher der Kapellenbach. Heute tritt das Gewässer aufgrund der Kanalisierung erst westlich am Ortsrand an der Burgholzstraße zu Tage und mündet am Stifterhof Odenheim in den Mönchsee. In den letzten Jahren führte der Bach nur noch wenig Wasser. Auch die versumpfte, artenreiche Bachaue südlich der Kreisstraße 3517 verlandet zusehends.
Höchste Erhebungen der Gemarkung sind der Greifenberg (271 m ü. NN), der Wormsberg (264 m ü. NN) sowie der Kapellenberg (302 m. ü. NN). Am Südhang des Greifenbergs findet sich ein lichter Eichen-Hainbuchenwald mit schützenswerten Tier- und Pflanzenarten, u. a. Kleinspecht (Dryobates minor), Elsbeere (Sorbus torminalis) und wenigen Exemplaren des Speierlings (Sorbus domestica). Forst- und Naturschutzbehörden haben den Bestand sowohl als Bannwald nach § 32 LWaldG als auch als Naturschutzgebiet (NSG Greifenberg, LUBW Schutzgebiets-Nr. 2.031) ausgewiesen. Der Schutz gilt dem durchgewachsenen Mittelwald mit – entsprechend dem Nährstoffangebot der verschiedenen Bodentypen – auffällig unterschiedlicher Artenzusammensetzung. Der Bannwald ist rund 13 ha groß. Er liegt im Staatswald Bruchsal und umfasst die Abteilung 14 des Distriktes III „Großer Wald“. Jegliche Bewirtschaftung ist hier untersagt, die Natur soll sich frei entfalten.
Auch das Landesamt für Denkmalpflege Baden-Württemberg ist an den Flächen interessiert. So soll im Mittelalter auf dem Gipfelplateau des Greifenbergs eine Wallburg (Burg Wigoldesberg) gestanden haben, von der heute aber nichts mehr zu sehen ist.
Ihr künstlicher Hügel überragt noch heute das Terrain um bis zu 8 m. Ein 78 × 21 m großes Plateau bildete die Hauptburg, an deren östlichem Ende möglicherweise ein Wohnturm stand. Sichelgräben mit Außenwällen umfassten die Motte im Osten und Westen. Eine sich anschließende, ca. 100 × 50 m große Fläche wird wohl die Vorburg getragen haben. Der Zugang zur Burg lag im Süden. Die Gesamtanlage hat eine Länge von etwa 200 Metern. Unterhalb des Gipfels sind noch Strukturen eines aufgeschütteten Ringwalls erkennbar, dessen Entstehung zeitlich schwer einschätzbar ist. Aufgrund der Topografie könnten der Wall und das Hochplateau auch keltischen Ursprungs sein. Der Greifenberg ist von Eichelberg gut zu Fuß erreichbar. Um das Schutzgebiet führt ein befestigter Weg, der aus naturschutzrechtlichen Gründen nicht verlassen werden darf.

## Sehenswürdigkeiten
In Eichelberg finden sich eine Reihe von historischen Sehenswürdigkeiten. So fußt das örtliche Rathaus in der Oberen Klosterstraße auf alten Fundamenten aus dem Jahr 1604. Ursprünglich wurde es als Stiftsgebäude für das Ritterstift Odenheim erbaut. Sein heutiges Aussehen geht auf das Jahr 1896 zurück. Unter dem Rathaus befindet sich der sog. Herrschaftskeller. Hier lagerte früher qualitativ hochwertiger Wein speziell für die Stiftsherren von Odenheim.
Auch die benachbarte „Alte Kelter“ besteht schon seit 1556, ebenfalls erbaut durch das Stift Odenheim. Vor dem Bau wurden die geernteten Weintrauben aus der Region ausschließlich in der klostereigenen Kelterei in Odenheim verarbeitet. Aufgrund des großflächigen Anbaus von Wein befanden sich in der Eichelberger Kelter zeitweise bis zu drei große Spindelpressen, für deren Bedienung an die acht Männer erforderlich waren. 1841 erwarb die Gemeinde Eichelberg von der Großherzoglichen Domänenverwaltung Unteröwisheim sowohl die Kelter als auch das Rathaus für insgesamt 1.600 Gulden. 1978 installierte die Winzergenossenschaft Eichelberg e. G. mit einem Kostenaufwand von 160.000 DM eine vollautomatische pneumatische Weinpresse. Sie kann in ca. 3 Stunden bis zu 24.000 kg Traubenmaische verarbeiten. Nach der Pressung fahren Tanklastzüge den neuen Wein in die Zentralkellerei Wiesloch zur weiteren Aufbereitung und Vermarktung. Auf der heutigen Außenfassade der Alten Kelter findet sich noch eine eindrucksvolle Abbildung einer historischen hölzernen Spindelpresse. Das Gemälde geht auf den Kunstmaler Fuchs zurück, der 1986 im Rahmen von Renovierungsarbeiten das Gebäude verschönerte.

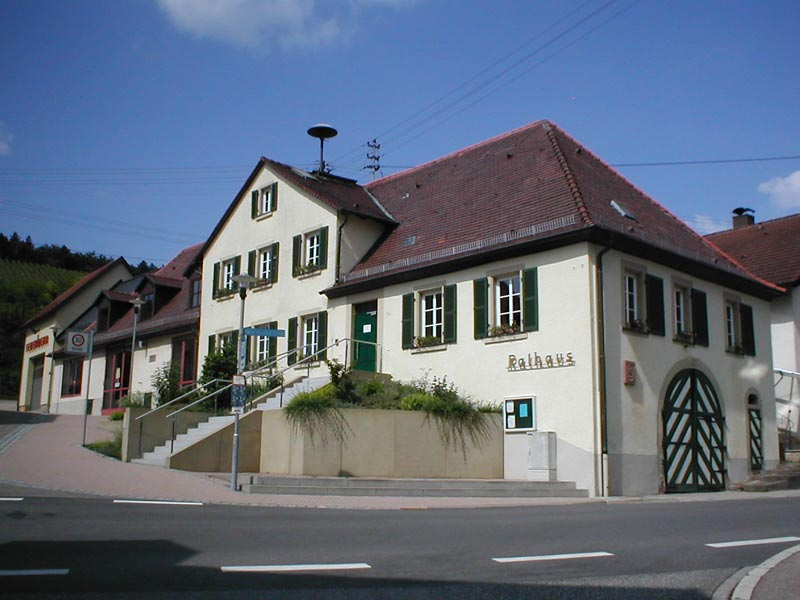
Rathaus Eichelberg (erb. 1604 / umgebaut 1896)
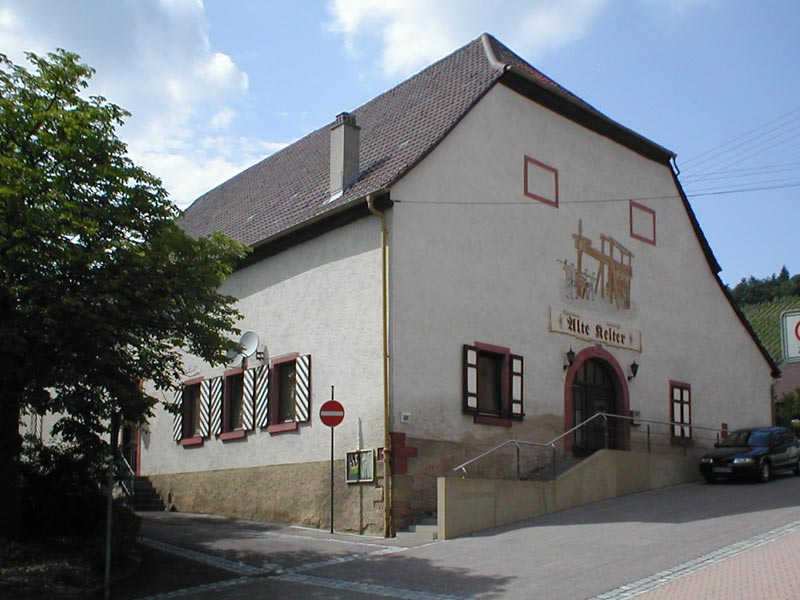
Historisches Keltergebäude (erb. 1556)
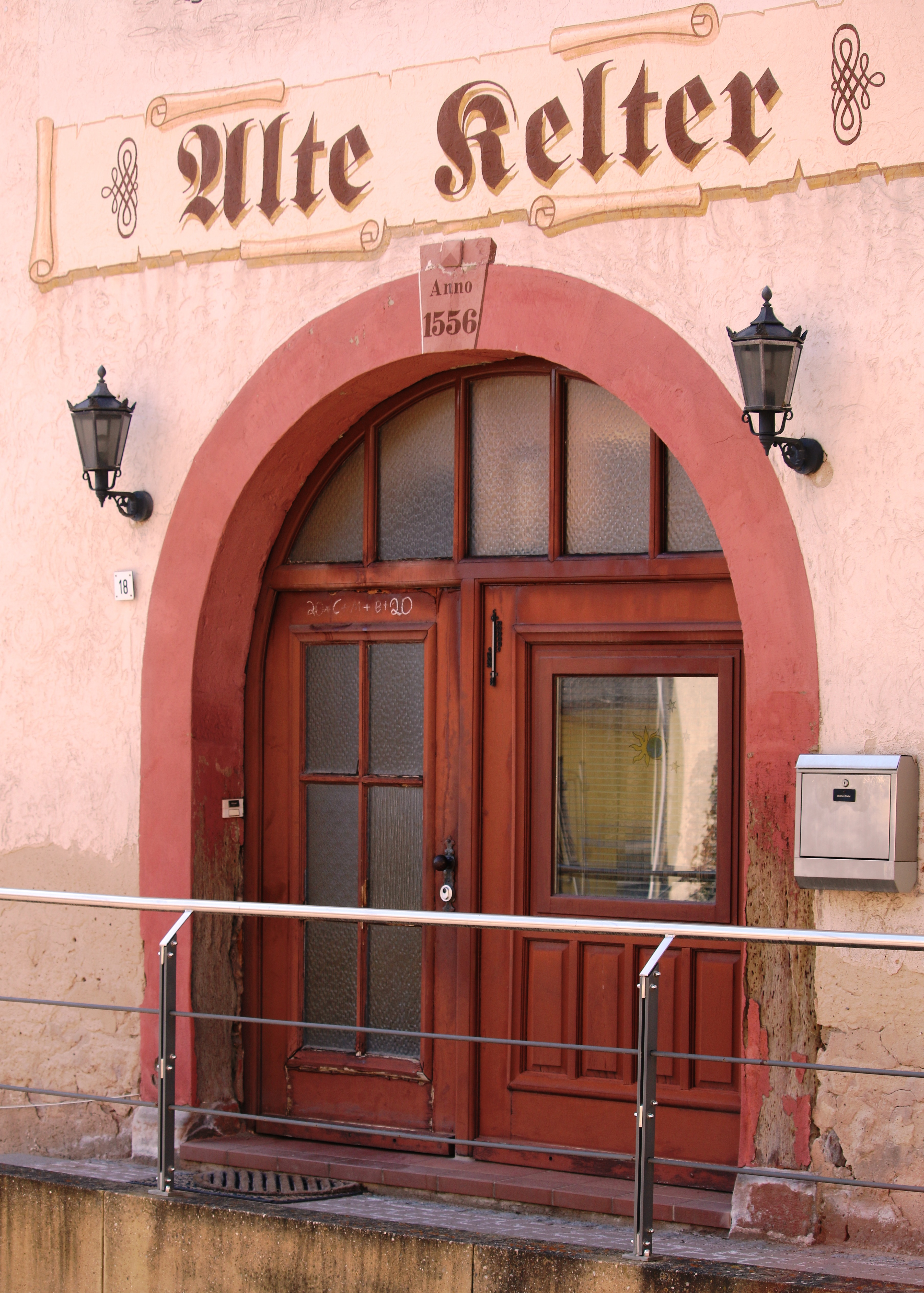
Alte Kelter, Ostportal
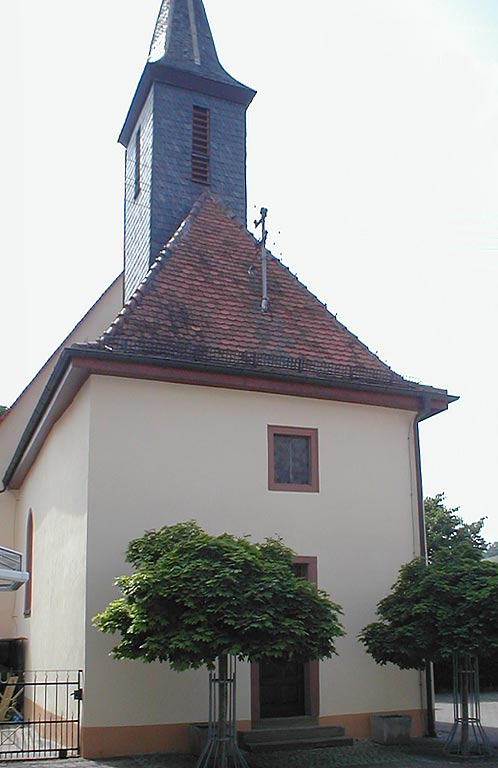
Katholische Kirche St. Jakob (Gebäude von 1711)
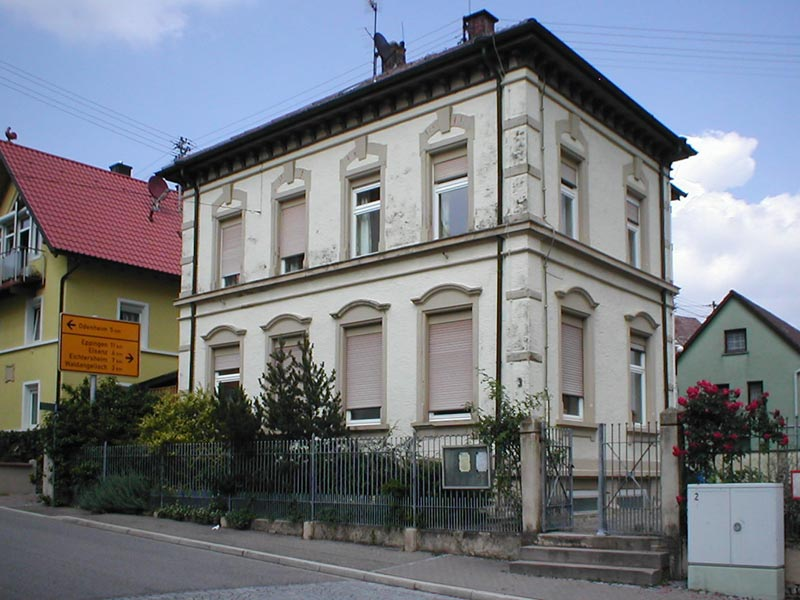
Ehemaliges Schulgebäude (erb. 1886)
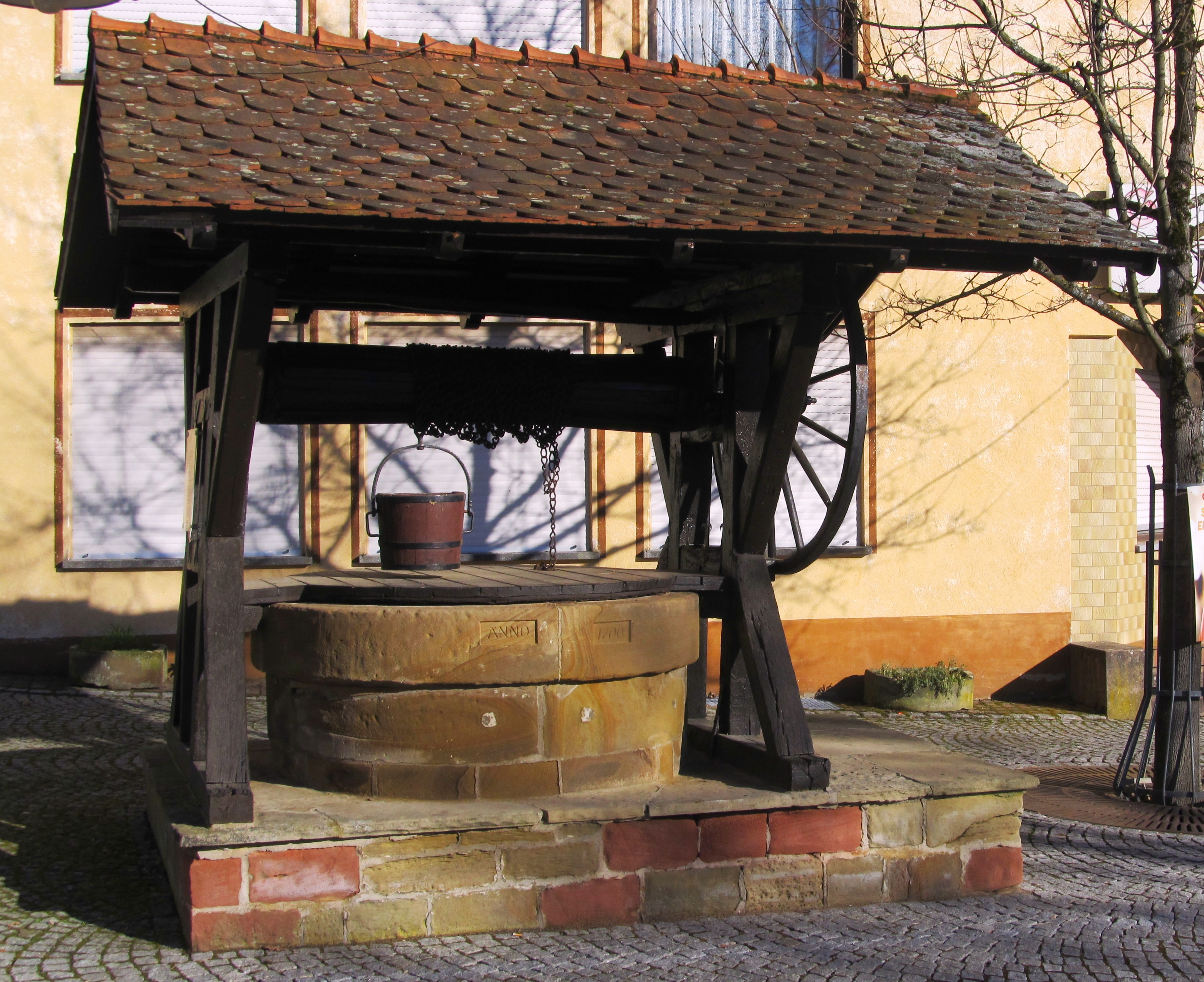
Historischer Ziehbrunnen (erb. 1700), Wahrzeichen von Eichelberg
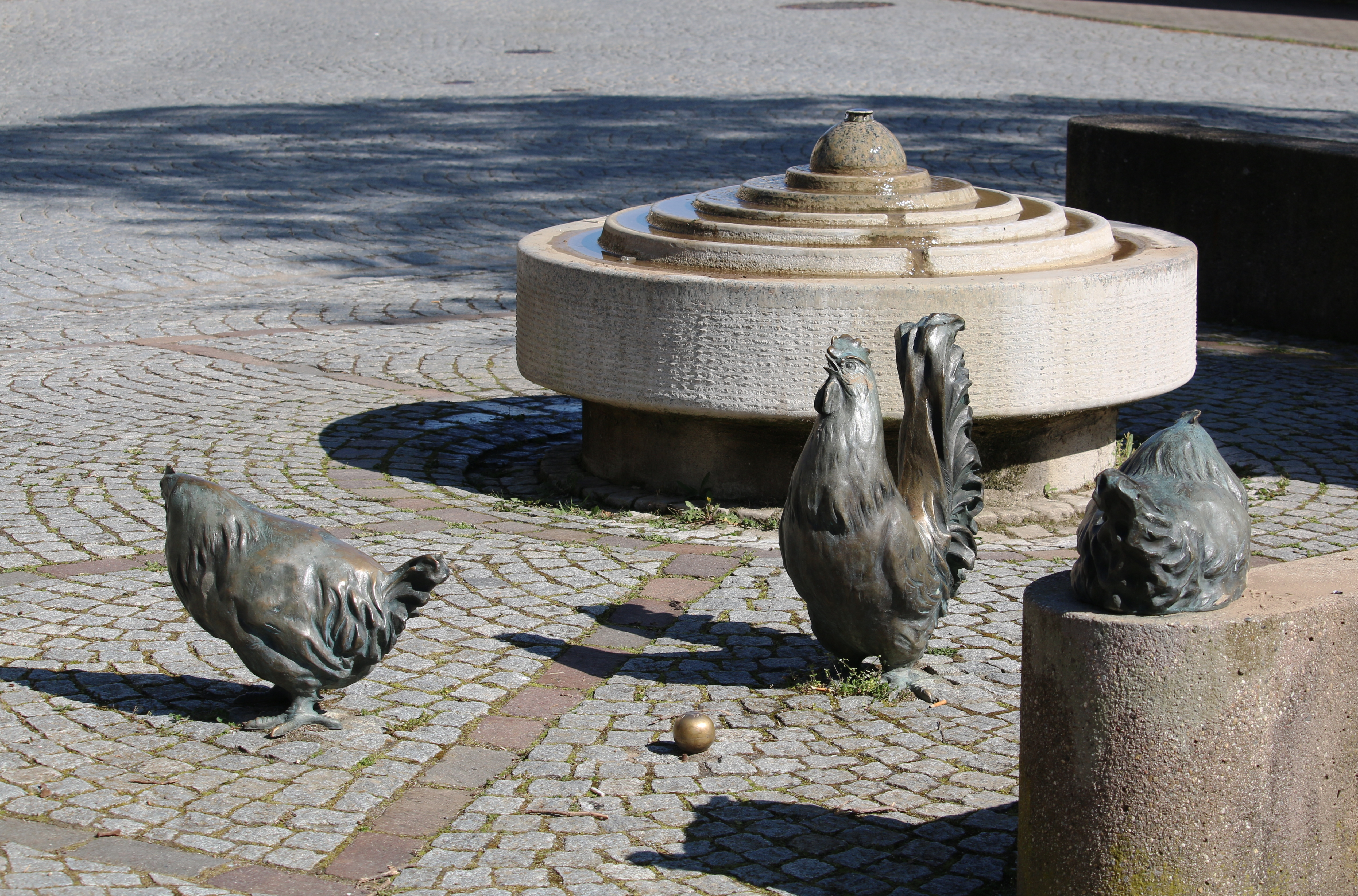
Hühnerbrunnen in der Ortsmitte
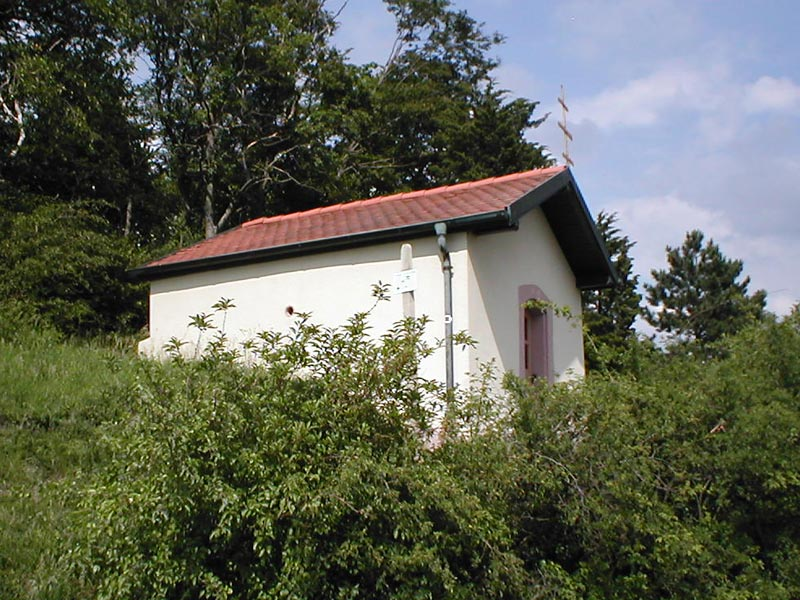
Michaelskapelle am Kapellenberg (erb. 1747)

Der spätgotische Bau der katholischen Kirche St. Jakob, erstmals erwähnt 1437, stammt aus dem Jahr 1711. Sie zählt zu den ältesten Kirchen des Kraichgaus. Markant ist auch das ehemalige, inzwischen denkmalgeschützte Schulhaus von 1886. In unmittelbarer Nachbarschaft steht ein historischer Ziehbrunnen aus dem Jahr 1700. Bis in das Jahr 1913 war er die einzige Wasserversorgung für die Einwohner. Nach dem 2. Weltkrieg wurde der Brunnen für kurze Zeit reaktiviert, da die Stromzufuhr zum Pumpenhaus im Katzbachtal durch Kriegseinwirkung zerstört wurde. Aus ca. 45 m Tiefe mussten die Einwohner mühsam Wasser schöpfen. Im Kontrast dazu findet sich heute direkt gegenüber ein zeitgenössischer Dorfbrunnen (Hühnerbrunnen).
Die religiöse Verbundenheit mit dem einstigen Kloster Odenheim spiegelt sich in zahlreichen Kruzifixen wider, die sowohl innerörtlich als auch im Außenbereich zu sehen sind. Erwähnenswert ist ebenso die schlichte Michaelskapelle am Kapellenberg (erbaut 1747).

## Verkehr – einst und heute
Der Anschluss an die am 5. März 1896 eröffnete Katzbachbahn am 3. September 1900 bringt Eichelberg einen gewissen wirtschaftlichen Aufschwung. Möglich wurde dies erst nach der aufwändigen Errichtung eines 40 m langen, dreibogigen Viadukts über das 17 m tief eingeschnittene Katzbachtal. Am Bau sind viele italienische Gastarbeiter beteiligt, die im Auftrag der Badischen Lokal-Eisenbahn AG in zweijähriger Bauzeit die dreibogige Talbrücke aus Schilf- und Buntsandstein erstellen. Bei den Erdarbeiten stößt man im Katzbachtal auf eine ergiebige Wasserader, wonach Eichelberg im Nebeneffekt endlich seine eigene Wasserversorgung erhält. Ein Pumpenhäuschen vor Ort sorgt ab 1913 in der Gemeinde für fließendes Wasser.
Ein Bahnhofsgebäude wie in Odenheim war für Eichelberg wohl aus finanziellen Gründen nicht vorgesehen. Stattdessen gab es nur einen Haltepunkt, ca. 250 Meter vor dem Viadukt an der heutigen Parkstraße. Bis zur Stilllegung der Bahnlinie 1960, stand dort ein kleines. aus Backstein errichtetes Wartehäuschen. Von der einstigen Haltestelle ist heute nichts mehr zu erkennen. Bemerkenswerterweise errichtete die Gemeinde Eichelberg 2021 vor Ort eine Gedenktafel mit Foto; es zeigt das ehemalige Wartehäuschen im Winter – leider ohne Datum.
In den Anfangsjahren der Katzbachbahn fuhren drei- bis viermal täglich kleine Zugeinheiten, bestehend aus einer zweiachsigen Tenderlok (Typ „Bn2t“), bespannt mit zwei bis drei Personenwagen (3. Klasse, sog. „Holzklasse“, im Winter nicht beheizt) und einem Güter- bzw. Postwagen in Richtung Bruchsal und zurück. Später verkehrten auch dreiachsige Loks (Typ „Cn2t“). Für die 21 Bahnkilometer benötigten die Züge ca. 63 Minuten. Die Fahrkarten in Eichelberg erwarb man im Gasthaus Zur Krone, das heute noch existiert. Durch die gute Anbindung zu größeren Städten wie Bruchsal, Karlsruhe und Heidelberg hatte die Kraichgauer Landbevölkerung besseren Zugang zu den kulturellen und wirtschaftlichen Angeboten. Während des 1. Weltkrieges war es umgekehrt. Nun war es die städtische Bevölkerung, die aufgrund der kriegsbedingten Versorgungskrise die ländlichen Gemeinden mit der Bahn aufsuchte, um sich dort mit Nahrungsmitteln einzudecken, vor allem im Hungerwinter 1916/17 (Steckrübenwinter).
Bis in die 1930er Jahre lief der Betrieb der Katzbachbahn rentabel. Der Ausbruch des 2. Weltkrieges ließ das Güteraufkommen nochmals ansteigen, da der Transport von landwirtschaftlichen Produkten auf Straßen und Wegen kriegsbedingt stark eingeschränkt war. Landmaschinen und Fuhrwerke wurden 1941/42 landesweit durch den NS-Staat für die Kampfhandlungen an der West- und Ostfront konfisziert.
Den Krieg überstanden die Bahnstrecke und das rollende Material nahezu ohne größeren Schäden. Lediglich der Bahnhof in Bruchsal wurde von Bombenabwürfen stark in Mitleidenschaft gezogen. Bereits im Juni 1945 konnte der Betrieb der Katzbachbahn wieder aufgenommen werden. Doch hatten der Oberbau sowie die Lokomotiven der Bahnlinie unter den langjährigen Materialengpässen und fehlenden Instandsetzungen während der Kriegsjahre gelitten. So kam es immer häufiger zu Betriebsstörungen.
In den 1950er Jahren ging insbesondere zwischen Tiefenbach und Hilsbach die Nachfrage sowohl für den Personen- wie auch den Güterverkehr stark zurück. Am 1. Oktober 1960 wurde daraufhin der Streckenabschnitt Tiefenbach-Eichelberg-Elsenz-Hilsbach für den Personenverkehr stillgelegt. Zwölf Tage später, nach einer gefährlichen Entgleisung im Bereich des Viadukts, endete auch der Güterverkehr. Nach Abbau der Gleisanlagen 1963, wurde das ca. 40 m lange, 15 m hohe Baudenkmal 1988 von der Stadt Östringen aufwändig restauriert. Seither dient es als Rad- und Wanderweg.

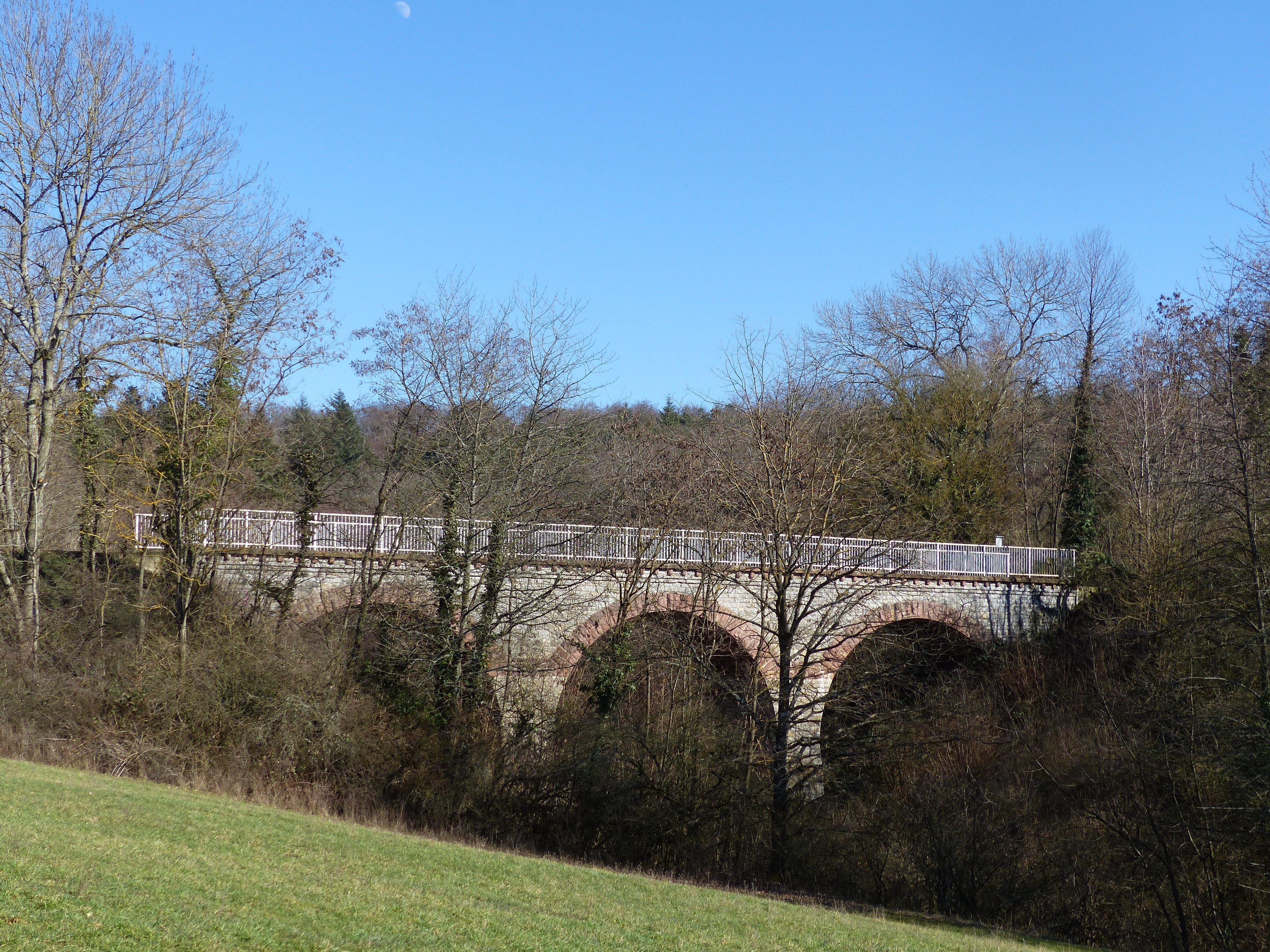
Viadukt der stillgelegten Katzbachbahn
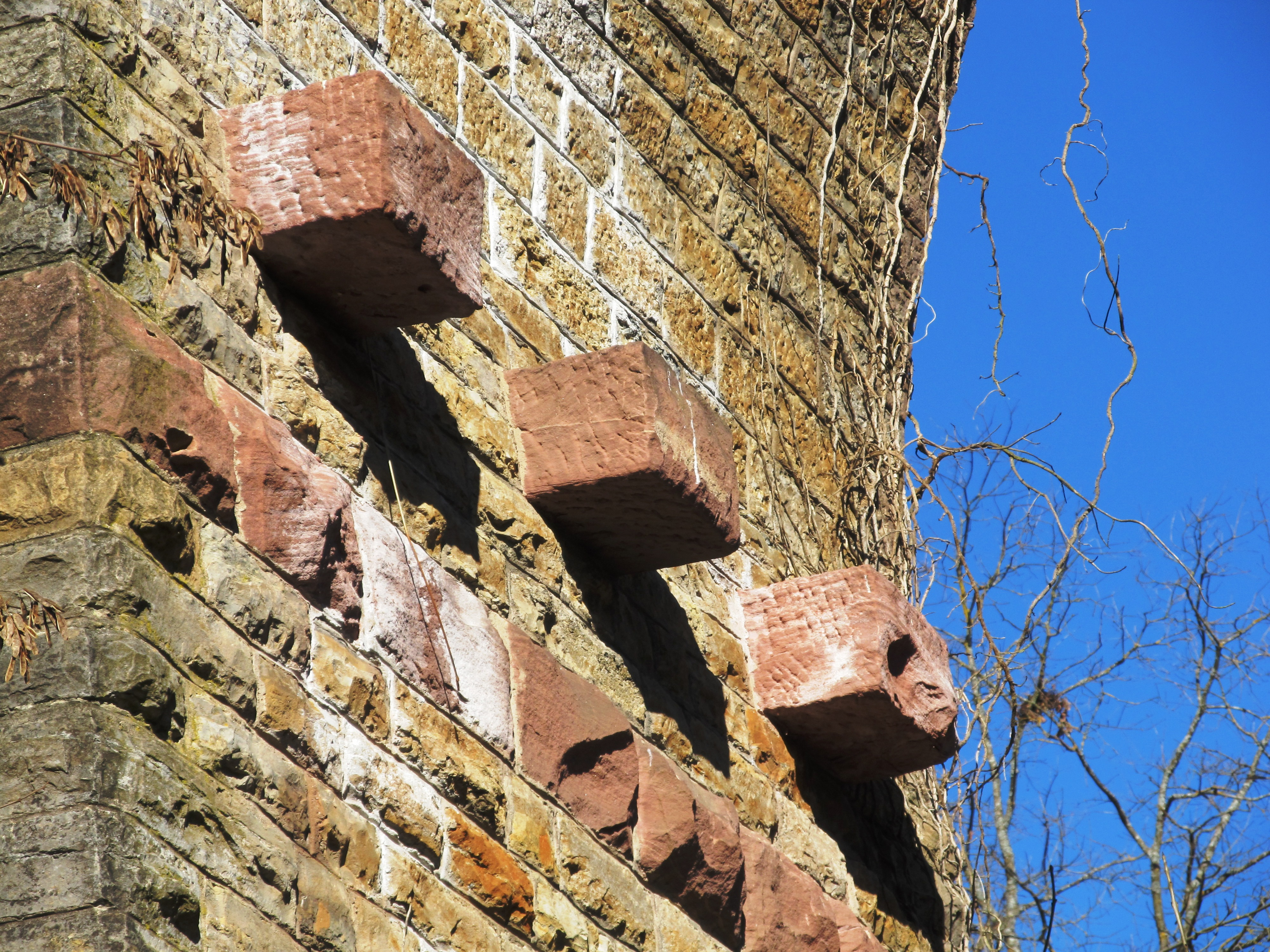
Viadukt Eichelberg, Brückenpfeiler mit „Kämpfersteinen“ (einstige Auflage für das hölzerne Bogengerüst)
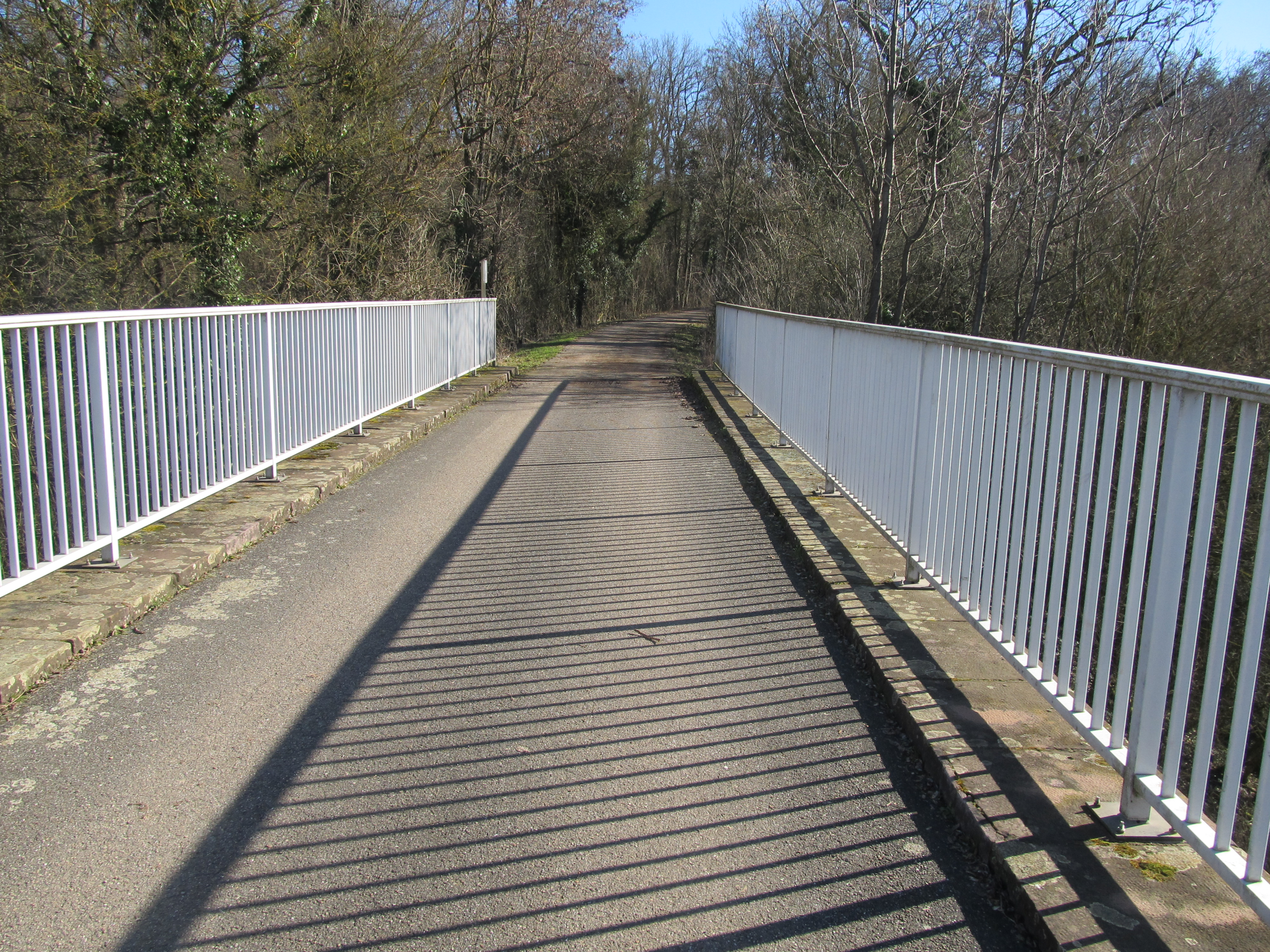
Viadukt Eichelberg, ehemalige eingleisige Bahntrasse, heute Rad- und Fußweg
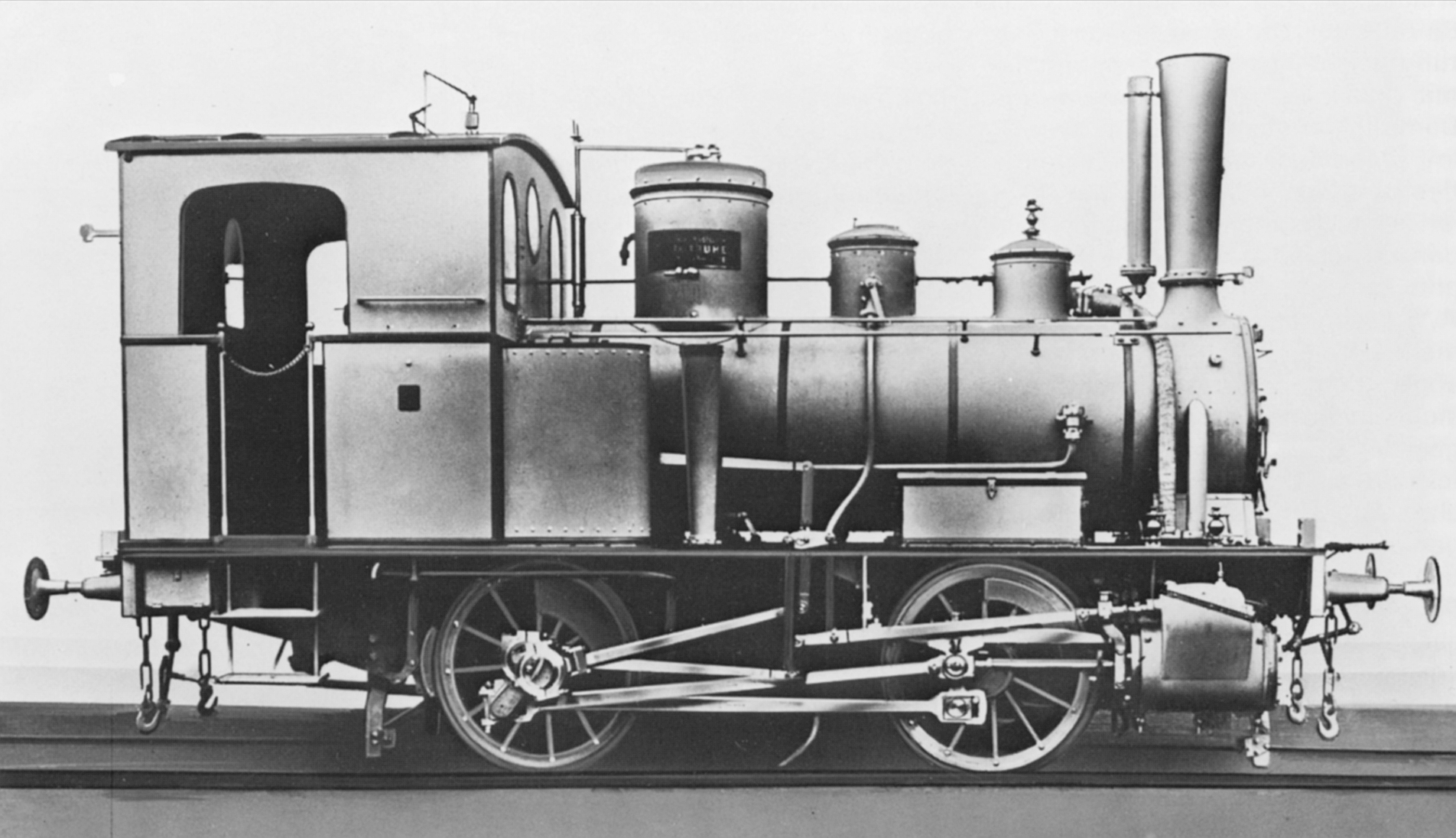
Dampflokomotive Badische I e. der Großherzoglichen StB, Typ „Bn2t“
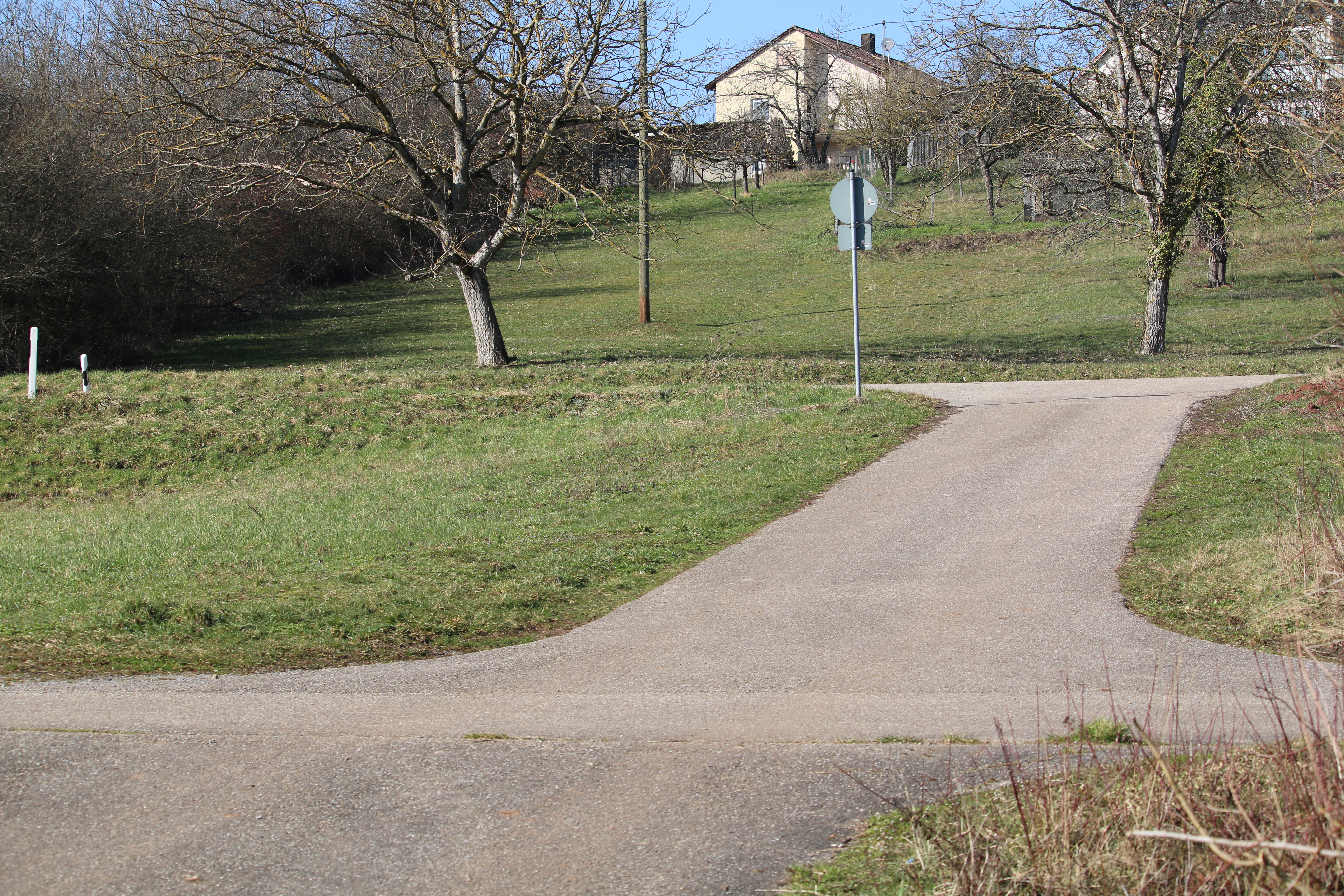
Ehemaliger Haltepunkt der Katzbachbahn unterhalb der heutigen Parkstraße
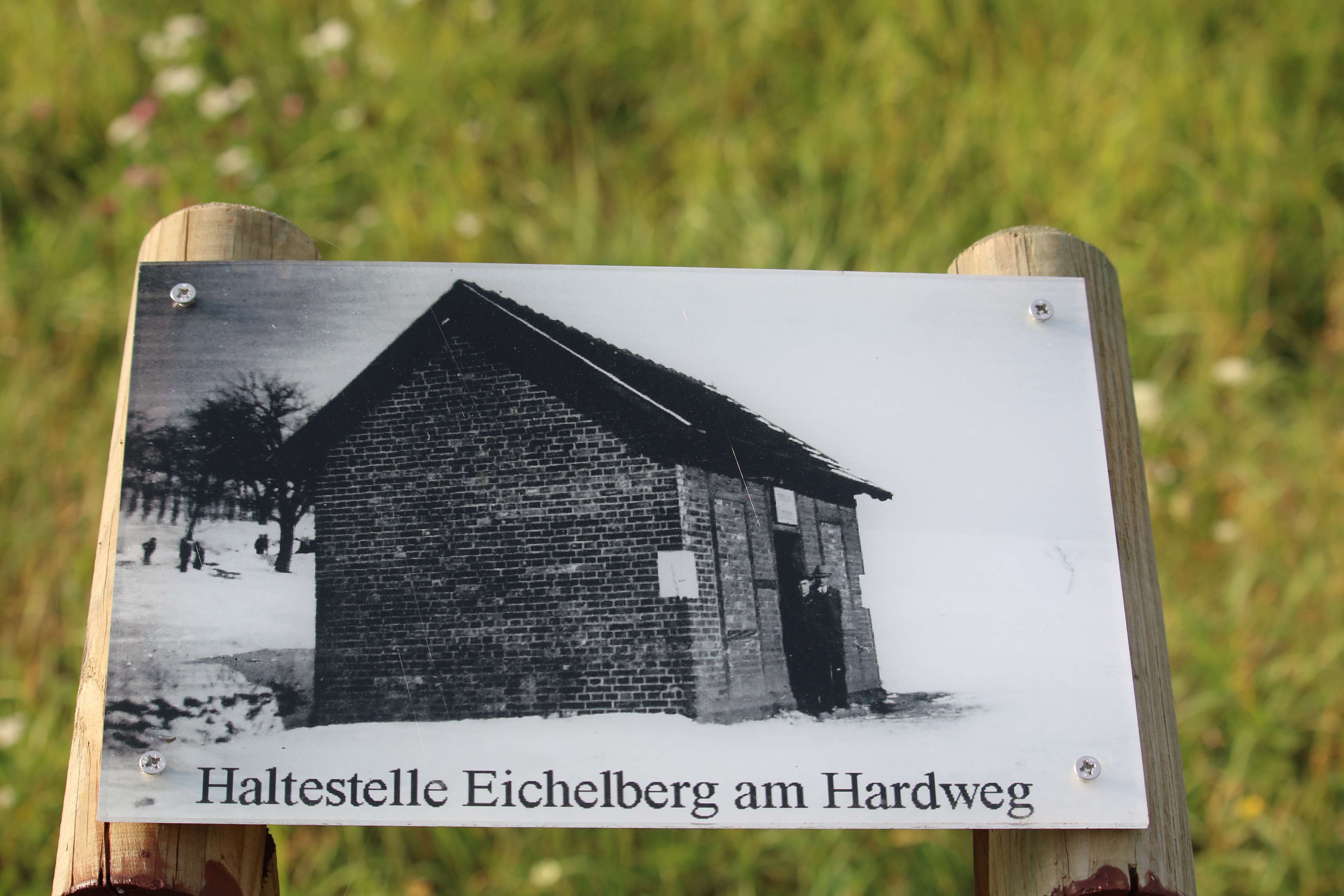
Wartehäuschen am ehemaligen Haltepunkt, am damaligen Hardweg (Gemeindearchiv Eichelberg/Östringen)
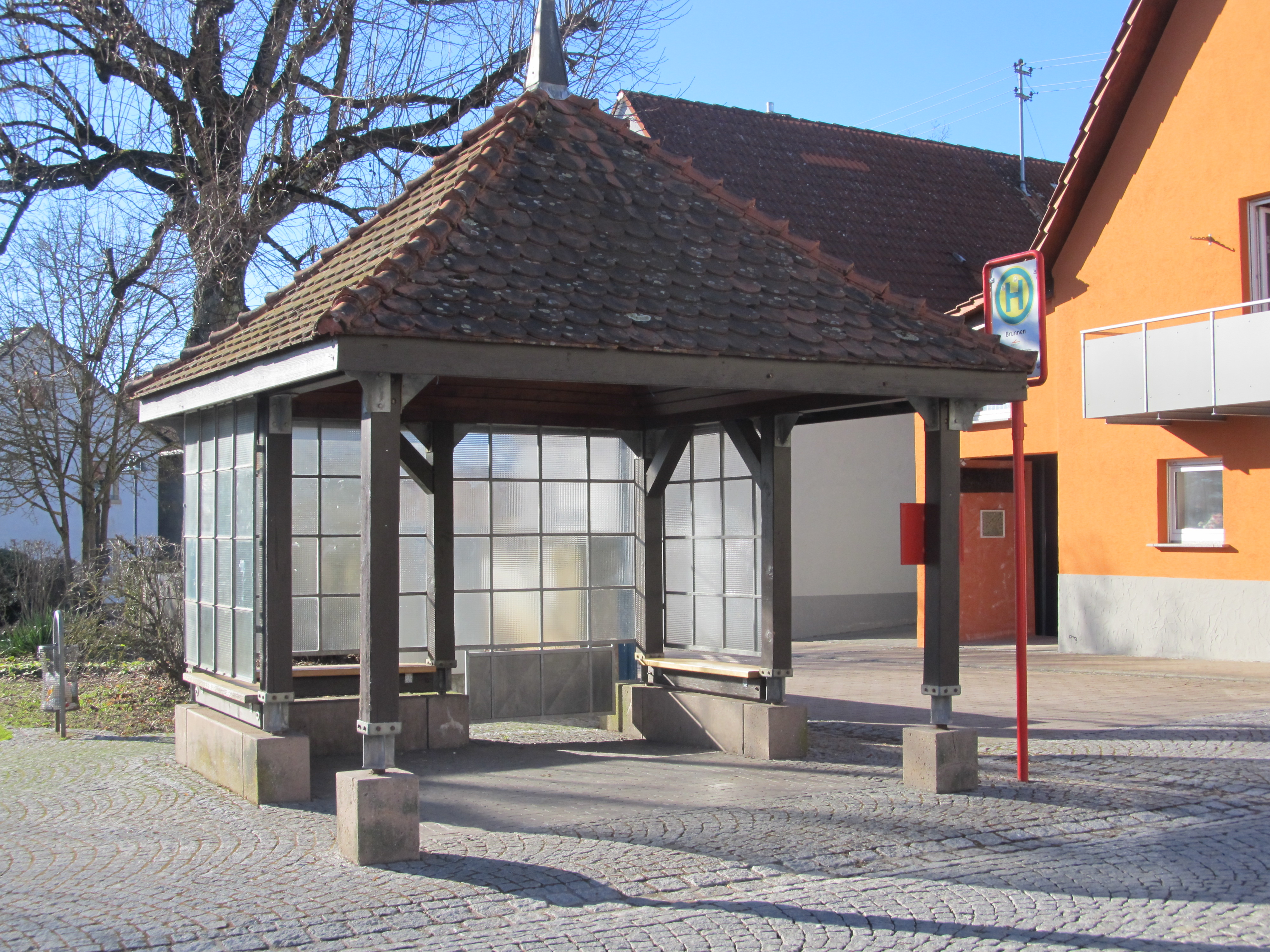
Bushaltestelle „Am Brunnen“ in der Ortsmitte
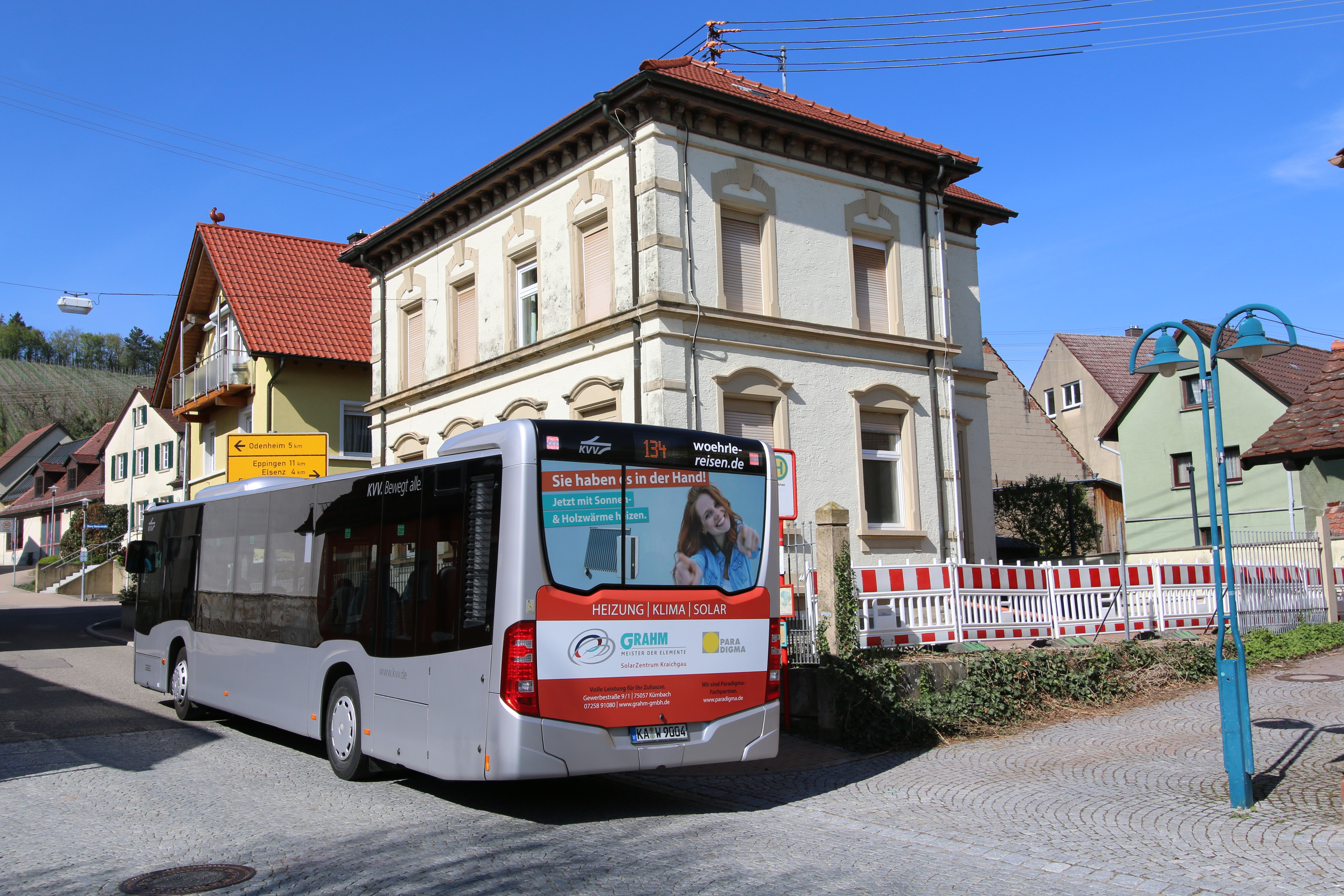
Buslinie 134 der Kraichtal Bus GbR vor dem Schulgebäude

Heutzutage ist Eichelberg über die Obere Klosterstraße im Norden mit der L 551 an den überregionalen Straßenverkehr angebunden. Im Süden, in Richtung Kreuzbergsee, verbindet die abschüssige Parkstraße den Ort mit der L 552. Mit der Buslinie 134 der Kraichtal Bus GbR, erreicht man Eichelberg (Haltestelle: „Am Brunnen“) von Östringen aus (Haltestelle: „Alte Post“) über Odenheim und Tiefenbach in ca. 30 Minuten. Wer sich mit dem Fahrrad dem Ort nähert, muss zunächst einige Höhenmeter überwinden, wird aber mit den zahlreichen Sehenswürdigkeiten vor Ort und der eindrucksvollen Aussicht von der Spitze des Kapellenberges belohnt.